# Patrick Jenkin
Charles Patrick Fleeming Jenkin, baron Jenkin de Roding (7 septembre 1926 - 20 décembre 2016) est un homme politique conservateur britannique qui est ministre du cabinet dans le premier gouvernement de Margaret Thatcher.

## Biographie
Jenkin fait ses études à la Dragon School d'Oxford, au Clifton College de Bristol et au Jesus College de Cambridge. Il devient avocat, appelé par le Middle Temple en 1952, et directeur de la société. Il est conseiller au Hornsey Borough Council de 1960 à 1963.
L'année suivante, Jenkin est élu député conservateur de Wanstead et Woodford. À partir de 1965, il est porte-parole de l'opposition sur les affaires économiques et commerciales. Il est membre du groupe Bow à partir de 1951. En janvier 1974, il devient ministre de l'Énergie quelques semaines à peine avant que les conservateurs ne quittent le pouvoir. Il est membre des gouvernements de Margaret Thatcher comme secrétaire d'État aux services sociaux de 1979 à 1981, puis secrétaire d'État à l'industrie jusqu'en 1983, et enfin secrétaire d'État à l'environnement de 1983 à 1985.
Jenkin quitte la Chambre des communes aux élections générales de 1987. Il est élevé à la Chambre des lords comme pair à vie avec le titre de baron Jenkin de Roding, de Wanstead et Woodford dans le Grand Londres. Pendant son séjour aux Lords, Jenkin est interviewé en 2012 dans le cadre du projet d'histoire orale de The History of Parliament. Le 6 janvier 2015, il se retire de la Chambre des lords conformément à l'article 1 de la House of Lords Reform Act 2014. Il est décédé le 20 décembre 2016, à l'âge de 90 ans .
Jenkin est président de la Fondation pour la science et la technologie et vice-président de l'Association des collectivités locales. Son fils, Bernard, est député conservateur de Harwich and North Essex. Le grand-père de Lord Jenkin, Frewen, est le premier professeur de sciences de l'ingénieur à l'Université d'Oxford à partir de 1908 dans le nouveau département des sciences de l'ingénieur, et le bâtiment Jenkin à Oxford est nommé en son honneur L'arrière-grand-père de Lord Jenkin est l'ingénieur Fleeming Jenkin.